# コピミズム伝道教会

Ctrl-C, Ctrl-V

コピミズム伝道教会（スウェーデン語: Det Missionerande Kopimistsamfundet）は、哲学を専攻する19歳の大学生イーサク・イェショーン（スウェーデン語: Isak Gerson）によって 2010年に創始された宗教で、情報を複製したりファイルを共有することは神聖な行いであるとするものである。スウェーデンに本拠地がある、この教会は、三度に及ぶ申請の後、スウェーデン政府の金融業務法政庁（スウェーデン語: kammarkollegiet）によって宗教的団体として正式に認められている。

## 教義
この宗教の信奉者たちは「コピミスト」と呼ばれている。同教会によれば、彼らは、意思を疎通させる行いは神聖なものだという信仰を持っている。この教会のウェブサイトには、神や超自然的な現象については一切書かれてはいない。彼らは、コピー・アンド・ペーストのショートカットキーとして知られている、Ctrl+C と Ctrl+V を聖なる象徴であると考えている。
- 全ての知識は全ての人のためにある。
- 知識の検索することは神聖である。
- 知識を循環させることは神聖である。
- 複製する行いは神聖である。

2012年1月5日、この教会はスウェーデン政府によって（法律上の）宗教として認められた。しかし、違法なファイル共有をも行いかねないこの宗教団体を認可したことは、この団体が違法なファイル共有をした場合に、この問題に対するスウェーデン政府の断固とした処置からこの団体を免れさせ得ることを示すものではない、と言われている。

## 他の宗教での知識の供与
- 布施の基本要素の一つである法施（サンスクリット: विद्या दान）は、情報共有を重んじるすべての仏教（ダルマ思想）の教義の一部でもある[要出典]。
- キリスト教の聖典である聖書にも、神の霊が知識を人間に与える場合があることが書かれている[要出典]。これは霊の賜物の一つとして知られているものであるが、コンピューター上でのデータの複製や共有を示唆するものではない。